# W

نحوه رسم W (دابلیو بزرگ) و w (دابلیو کوچک)

W بیست و سومین حرف از حروف الفبای لاتین است.

## تلفظ
نام انگلیسی آن «دابِل-یو» است ولی در فارسی ایران معمولاً دَبل-یو نوشته و خوانده می‌شود. صدای w تا حد زیادی مشابه صدای v تلفظ می‌شود با این تفاوت که دهان برای صدای /w/ باید گرد شود.
نام آن در الفباهای دانمارکی، نروژی و سوئدی، «دابِل-وی» است.

## قوانین
حرف W, w قبل از R, r، تلفظ نمی‌شود. مانند: Write

## کاربردها

### اقتصاد
در علم اقتصاد نماد ₩ با نام وون کره شناخته می‌شود.

### فیزیک
در فیزیک حرف W، مخفف عبارت وزن (Weight) است.

### الکترونیک
در الکترونیک حرف W، مخفف عبارت وات (Watt) است.

### ناوبری
در ناوبری سمت غرب "West" را با "W" نمایش می‌دهند.

### متقارن‌نمایی
حرف "W" متقارن‌نمای حرف "M" است.